# هزار طباخ
هزار طباخ (من مواليد التاسع من آب/أغسطس 1964 في مدينة حلب) هي كاتبة وشاعرة سوريّة صدرت لها عددٌ من الدواوين الشعريّة لعلَّ أبرزها ديوان «على وجه الدخان أطفو» الذي تناولت فيه قضيّة وطنها الأم سوريا والوطن الذي عاشت فيه بعضًا من سنوات عمرها لبنان، كما صدر لها ديوانٌ آخرٌ بعنوان «بعثرة ظلٍّ» عن دار خطوات للنشر والتوزيع، فضلًا عن ديوان «صلوات لوجه غزة» الذي صدر عن دار الأمير بالشراكة مع نخبة من شعراء ملتقى الحكايا الأدبي والذي تناولت فيه قطاع غزّة المحاصَر عبر عددٍ من القصائد والأشعار.

## الحياة المُبكّرة والتعليم
وُلدت هزار طباخ في التاسع من آب/أغسطس 1964 في مدينة حلب بسوريا وعاشت هناك. درست في وقتٍ ما الهندسة المدنيّة ثمّ انتقلت لاحقًا لدراسة الأدب الإنجليزي. بدأت هزار بكتابة الشعر منذ الطفولة، كما كتبت عددًا من المقالات في إطارِ النشاطات الأدبية في المدرسة والثانويّة العامّة. شاركت هزار بعدة أمسيات في دمشق برعاية منتدى الحكايا الأدبي.

## المسيرة المهنيّة
بدأت هزار كباخ مسيرتها المهنيّة في عالم الكتابة والنشر والتأليف مبكّرًا عبر كتابة الشعر، ثمّ سرعان ما أصبحت عضوة في عددٍ من المنتديات والنوادي الأدبيّة على رأسها منتدى الحكايا الأدبي والجمعية الدولية الحرة للمترجمين واللغويين العرب حيثُ أشرفت على قسم الشعر وكذا منتدى الفاخورة الأدبي فضلًا عن منتدى البراري حينما أشرفت على قسم الشعر أيضًا. شاركت هزار في المسابقة الأولى لمنتدى الحكايا الأدبي، وفازت بالمرتبة الثانية عن قصيدة «كنّا انتهينا».
نشرت هزار في وقتٍ ما ديوانًا شعريًا بعنوان «على وجه الدخان أطفو» عن دار الأمير للثقافة والعلوم، وفيه حاولت المقاربة بين مكان ومكان كما تقول: المكان الأول الوطن الأم سوريا، والثاني لبنان. حاولت هزار في هذا الديوان مزج اللحظة اليومية مع مسكونات الكلمة وتداعياتها. ركّزت هزار في الديوان على همّ متوحد يعبر عن رؤيا شاعرة لا تجد سوى الكلمات تلجأ إليها، وكأنها تعيش في متاهة لا تعرف كيف تنجو منها إلا بالشعر كما ذكرت في حوار صحفيّ لاحق. ضمَّ الديوان 18 قصيدة في الشعر العربي لعلَّ أبرزها: "ما تبعثر من جريدة"، عشر أنامل"، " لإعادة التكوين.. قصة"، "لو تكلم البجع الحزين"، "للغصن شهوة التيه"وغير ذلك.

## قائمة أعمالها
هذه قائمةٌ بأبرز أعمال الكاتبة والشاعرة السوريّة هزار طباخ:
- بعثرة ظلٍّ (ديوان شعري صدر عن دار خطوات للنشر والتوزيع)
- صلوات لوجه غزة (ديوان شعري صدر عن دار الأمير بالشراكة مع نخبة من شعراء ملتقى الحكايا الأدبي)
- يقولون عنّي … وأعترف